# Masahiko Tanaka

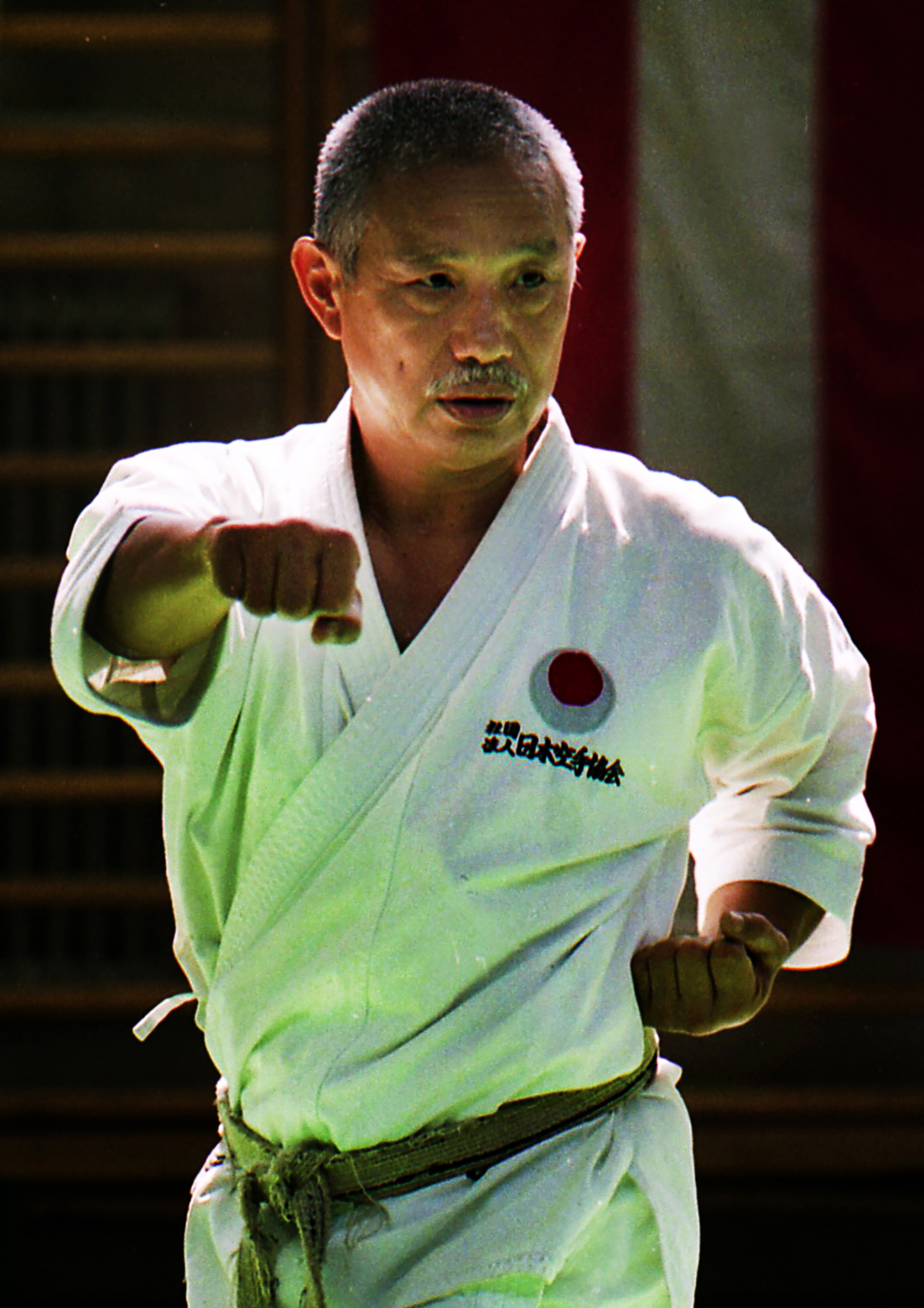
Masahiko Tanaka, 2016 (Photo:Gyöngyi Rózsavölgyi)

Masahiko Tanaka (jap. 田中 昌彦, Tanaka Masahiko; * 2. Februar 1941 in Tokio) ist ein japanischer Karateka. Er ist Träger des 8. Dan im Shotokan Karate und Instructor der JKA am Honbu Dojo in Tokio.
Tanaka gewann 1974 und 1975 den ersten Platz im Kumite bei den JKA All Japan Karate Championships. 1975 und 1977 belegte er bei den IAKF World Karate Championships in Tokio den ersten Platz im Kumite-Einzel, 1980 wurde er Erster mit dem Kumite-Team.